# Saint-Marceau (Ardennes)
Pour les articles homonymes, voir Saint-Marceau.
Saint-Marceau est une commune française située dans le département des Ardennes, en région Grand Est.
Ses habitants sont appelés les Montémarcelins et les Montémarcelines.

## Géographie

### Localisation
Saint-Marceau est un petit village situé sur une butte en limite du bassin versant de la Vence. La butte où se situe le village, est posée sur une couche d'argile épaisse, où de nombreuses sources s'écoulent le long des pentes. Les maisons ont été construites avec les pierres extraites des multiples carrières du village, sauf pour les pierres de taille des entourages de fenêtres qui, elles, proviennent du village de Dom-le-Mesnil.

### Hydrographie
La commune est dans le bassin versant de la Meuse au sein du bassin Rhin-Meuse. Elle est drainée par la Vence, le ruisseau de Damru et le ruisseau de la Suette,.
La Vence, d'une longueur de 33 km, prend sa source dans la commune de Launois-sur-Vence et se jette  dans la Meuse à Charleville-Mézières, après avoir traversé 13 communes.

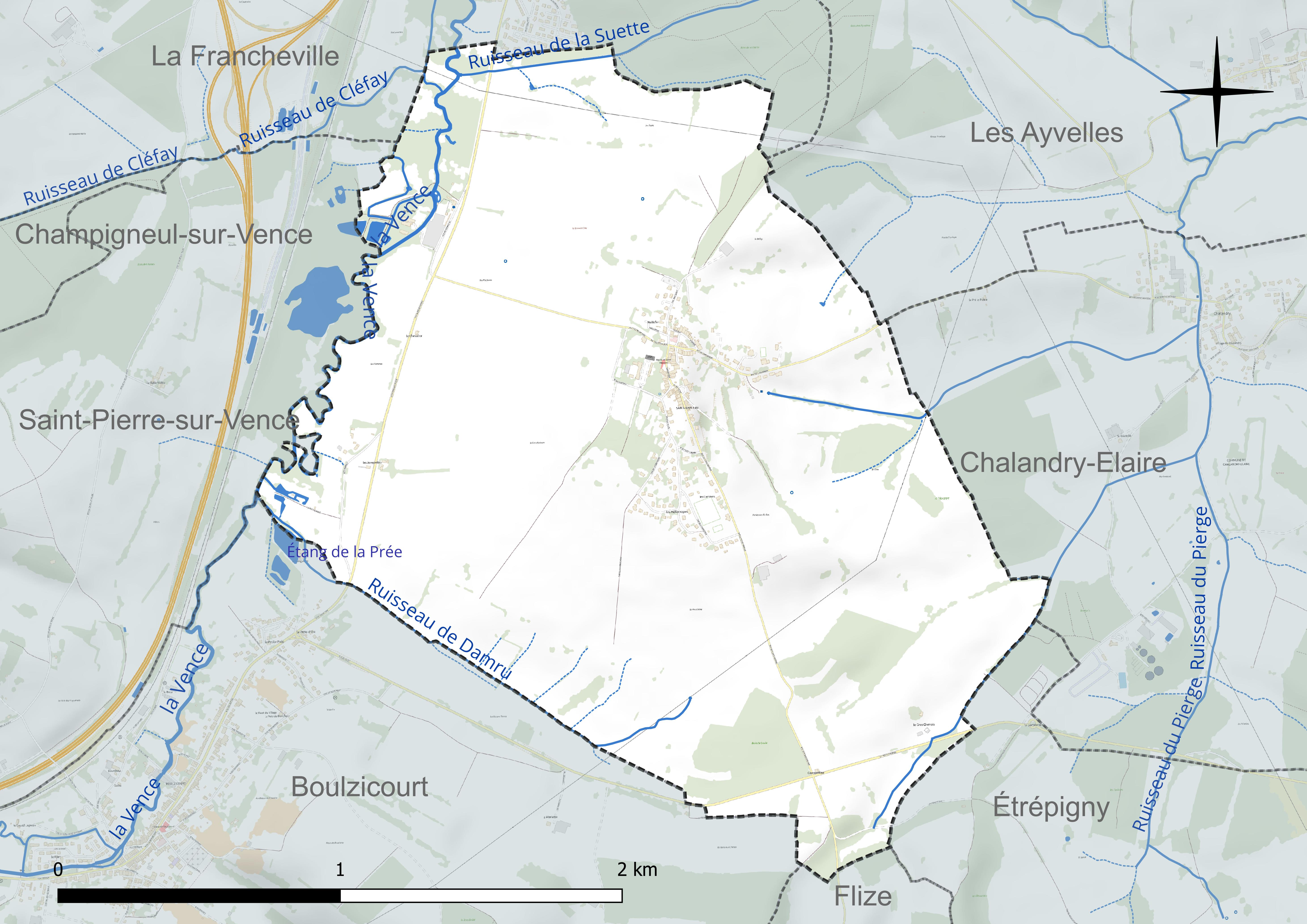
Réseau hydrographique de Saint-Marceau.

Un plan d'eau complète le réseau hydrographique : l'étang de la Prée, d'une superficie totale de 0,8 ha (0,1 ha sur la commune),.

### Climat
Pour des articles plus généraux, voir Climat du Grand Est et Climat des Ardennes.
En 2010, le climat de la commune est de type climat de montagne, selon une étude du Centre national de la recherche scientifique s'appuyant sur une série de données couvrant la période 1971-2000. En 2020, Météo-France publie une typologie des climats de la France métropolitaine dans laquelle la commune est exposée à un climat océanique altéré et est dans la région climatique Lorraine, plateau de Langres, Morvan, caractérisée par un hiver rude (1,5 °C), des vents modérés et des brouillards fréquents en automne et hiver.
Pour la période 1971-2000, la température annuelle moyenne est de 10 °C, avec une amplitude thermique annuelle de 15,8 °C. Le cumul annuel moyen de précipitations est de 943 mm, avec 13,7 jours de précipitations en janvier et 9,6 jours en juillet. Pour la période 1991-2020, la température moyenne annuelle observée sur la station météorologique de Météo-France la plus proche, « Charleville-Méz. », sur la commune de Charleville-Mézières à 7 km à vol d'oiseau, est de 9,9 °C et le cumul annuel moyen de précipitations est de 928,4 mm. 
La température maximale relevée sur cette station est de 39,2 °C, atteinte le 25 juillet 2019 ; la température minimale est de −17,5 °C, atteinte le 1er janvier 1997,,.
Les paramètres climatiques de la commune ont été estimés pour le milieu du siècle (2041-2070) selon différents scénarios d'émission de gaz à effet de serre à partir des nouvelles projections climatiques de référence DRIAS-2020. Ils sont consultables sur un site dédié publié par Météo-France en novembre 2022.

## Urbanisme

### Typologie
Au 1er janvier 2024, Saint-Marceau est catégorisée commune rurale à habitat dispersé, selon la nouvelle grille communale de densité à 7 niveaux définie par l'Insee en 2022.
Elle est située hors unité urbaine. Par ailleurs la commune fait partie de l'aire d'attraction de Charleville-Mézières, dont elle est une commune de la couronne,. Cette aire, qui regroupe 132 communes, est catégorisée dans les aires de 50 000 à moins de 200 000 habitants,.

### Occupation des sols
L'occupation des sols de la commune, telle qu'elle ressort de la base de données européenne d’occupation biophysique des sols Corine Land Cover (CLC), est marquée par l'importance des territoires agricoles (86,9 % en 2018), une proportion sensiblement équivalente à celle de 1990 (87,5 %). La répartition détaillée en 2018 est la suivante : 
prairies (55,6 %), terres arables (31,2 %), zones urbanisées (6,7 %), forêts (6,4 %). L'évolution de l’occupation des sols de la commune et de ses infrastructures peut être observée sur les différentes représentations cartographiques du territoire : la carte de Cassini (XVIIIe siècle), la carte d'état-major (1820-1866) et les cartes ou photos aériennes de l'IGN pour la période actuelle (1950 à aujourd'hui).

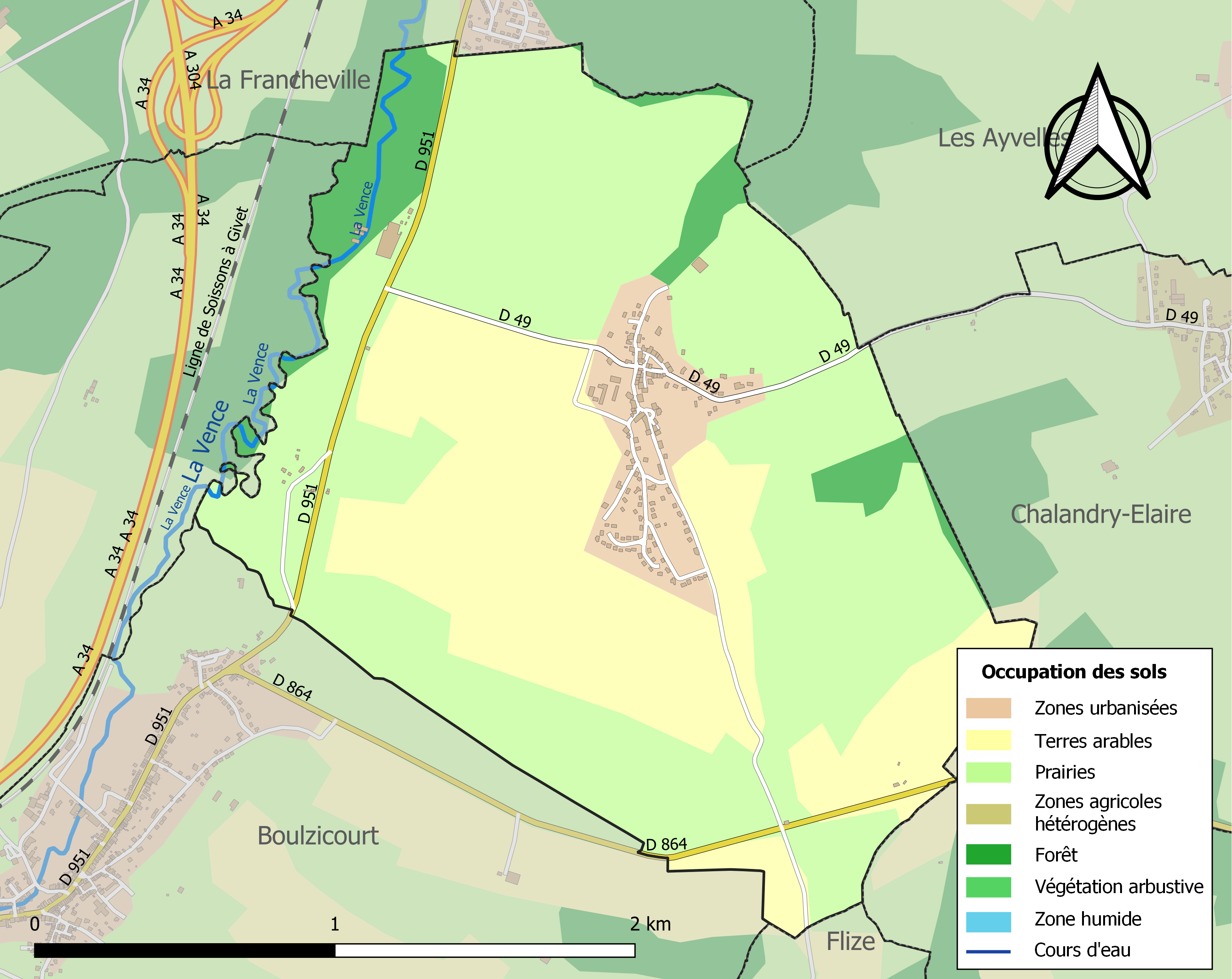
Carte des infrastructures et de l'occupation des sols de la commune en 2018 (CLC).

## Toponymie
Le nom de la localité est attesté sous les formes Sanctus Marcellus en 1176, Saint Marsiau en 1287, Saint Marseil en 1287.
Saint-Marceau est un hagiotoponyme qui fait référence à un Saint Marcel.

## Démographie
L'évolution du nombre d'habitants est connue à travers les recensements de la population effectués dans la commune depuis 1793. Pour les communes de moins de 10 000 habitants, une enquête de recensement portant sur toute la population est réalisée tous les cinq ans, les populations de référence des années intermédiaires étant quant à elles estimées par interpolation ou extrapolation. Pour la commune, le premier recensement exhaustif entrant dans le cadre du nouveau dispositif a été réalisé en 2008.

En 2022, la commune comptait 351 habitants, en évolution de +1,15 % par rapport à 2016 (Ardennes : −2,97 %, France hors Mayotte : +2,11 %).
| 1793 | 1800 | 1806 | 1821 | 1831 | 1836 | 1841 | 1846 | 1851 |
| ---- | ---- | ---- | ---- | ---- | ---- | ---- | ---- | ---- |
| 188  | 216  | 225  | 239  | 277  | 343  | 324  | 366  | 342  |

| 1866 | 1872 | 1876 | 1881 | 1886 | 1891 | 1896 | 1901 | 1906 |
| ---- | ---- | ---- | ---- | ---- | ---- | ---- | ---- | ---- |
| 357  | 403  | 411  | 445  | 403  | 370  | 357  | 361  | 352  |

| 1911 | 1921 | 1926 | 1931 | 1936 | 1946 | 1954 | 1962 | 1968 |
| ---- | ---- | ---- | ---- | ---- | ---- | ---- | ---- | ---- |
| 340  | 306  | 316  | 288  | 297  | 233  | 264  | 220  | 201  |

| 1975 | 1982 | 1990 | 1999 | 2006 | 2008 | 2013 | 2018 | 2022 |
| ---- | ---- | ---- | ---- | ---- | ---- | ---- | ---- | ---- |
| 267  | 364  | 411  | 421  | 385  | 375  | 361  | 344  | 351  |

## Lieux et monuments
- Le château, est une propriété privée. Il est inscrit à l'inventaire supplémentaire au titre des monuments historiques en 1990[24].
- Son lavoir dont la restauration est en cours (aménagement des abords restant à faire).
- Son église Saint-Martial de Saint-Marceau, atypique[réf. nécessaire].
- Ses maisons typiques en pierres calcaires avec leurs sculptures (œil de bœuf (ou Beuquettes), pigeonnier, cadran solaire, etc.).
- Ses quatre calvaires.

## Héraldique
| Blason de Saint-Marceau | Blason  | D'or à la tour couverte de sable, à deux clous de gueules passés en sautoir et brochant sur le tout, chapé d'azur, chargé de deux gerbes de blé d'or. |
| Blason de Saint-Marceau | Détails | Le statut officiel du blason reste à déterminer. |

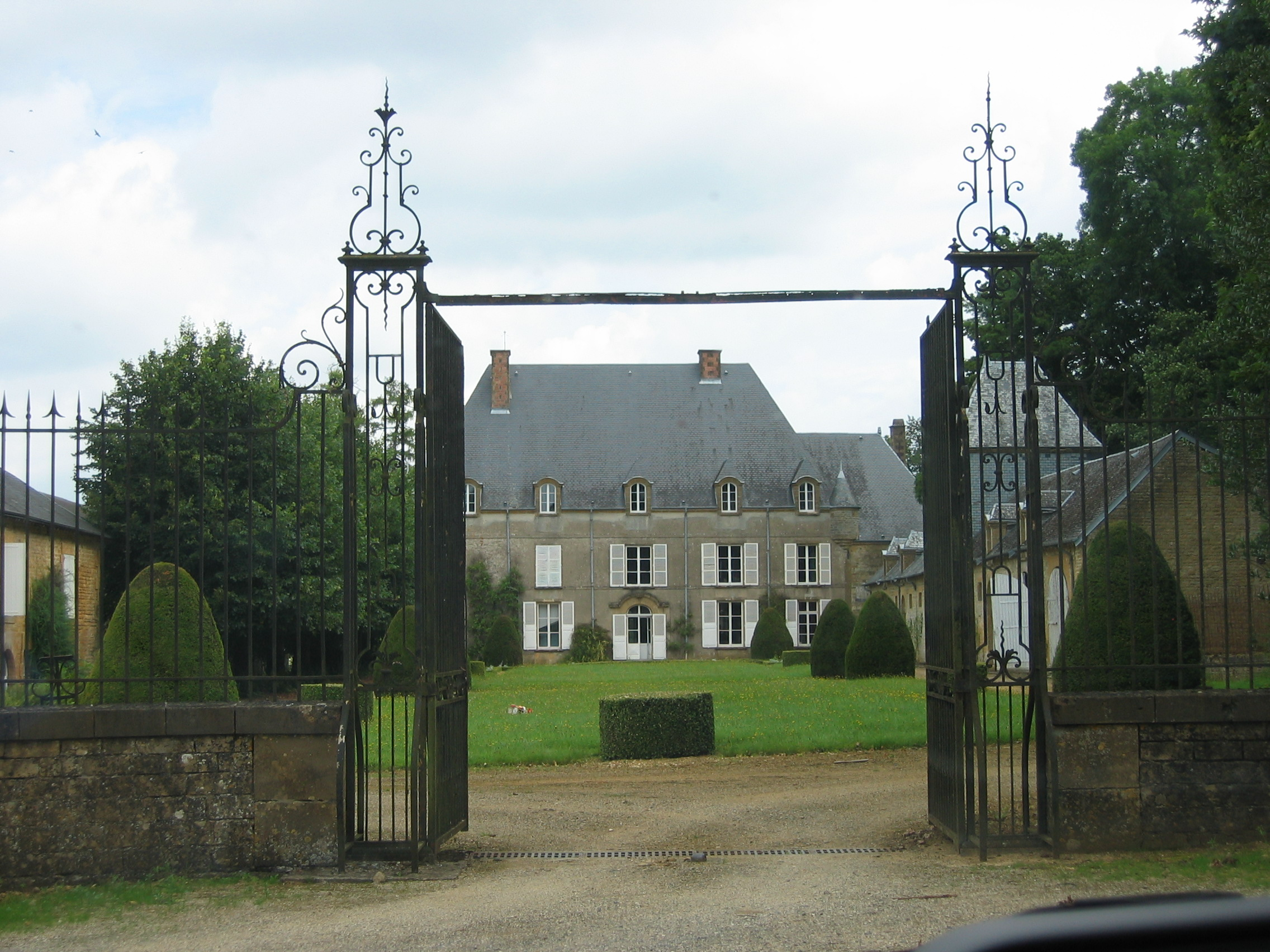
La grille d'entrée au château.
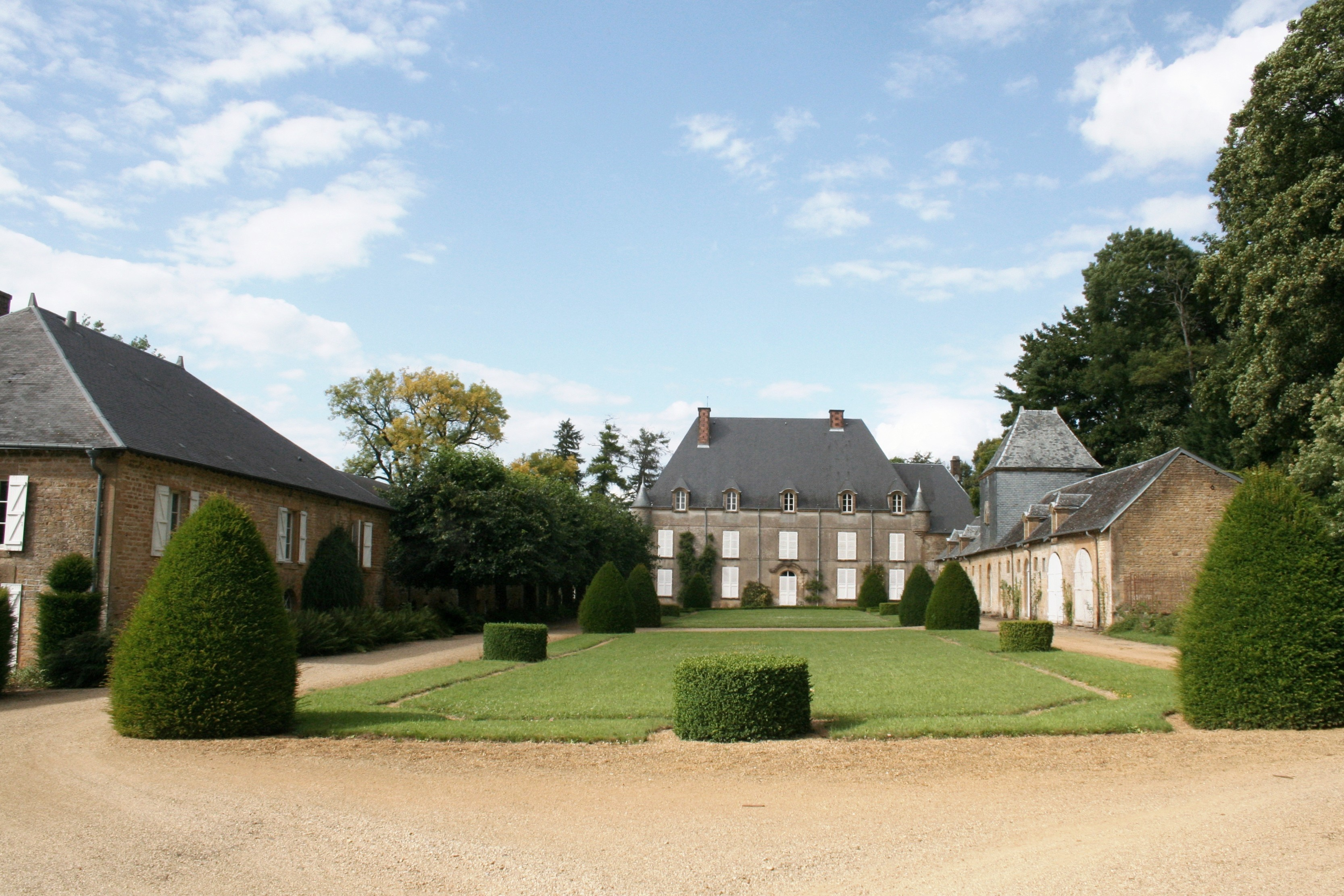
Le château de Saint-Marceau.